# Le regole del cavaliere
Le regole del cavaliere è il terzo romanzo di Ethan Hawke, pubblicato per la prima volta nel 2015.

## Trama
Il cavaliere Sir Thomas Lemuel Hawke, temendo di non fare più ritorno dal campo di battaglia, scrive una lettera ai suoi quattro figli, che li accompagnerà lungo il viaggio più difficile e appassionante che dovranno affrontare da soli: la vita. E che li aiuterà a capire cosa la renda ricca di significato e bellezza. Attraverso il racconto di venti principi e virtù, dalla solitudine all'amicizia, passando per l'orgoglio e l'onestà, il coraggio e la pazienza, l'amore e la morte, il cavaliere impartisce delle lezioni filosofiche senza tempo.
Ogni capitolo è accompagnato dall'illustrazione di un uccello, opera della moglie dell'autore, Ryan Hawke.

## Curiosità
Nel capitolo V, raccontando gli anni del proprio apprendistato, Sir Thomas rievoca un suo compagno d'armi, Roan Sean Hamilton, un giovane di grande talento verso cui egli nutriva sentimenti di invidia e segreta rivalità. Finché Roan morì prematuramente in battaglia e, in seguito a questo tragico evento, il cavaliere imparò il valore dell'amicizia e della cooperazione. Ethan Hawke ha dichiarato che l'episodio del libro è stato ispirato al suo rapporto con River Phoenix.

## Edizioni
- Ethan Hawke, Le regole del cavaliere, traduzione di Francesco Paolo Ferrotti, Edizioni Sonda, 2020,  p. 192.